# 鮑姆加滕赫厄山

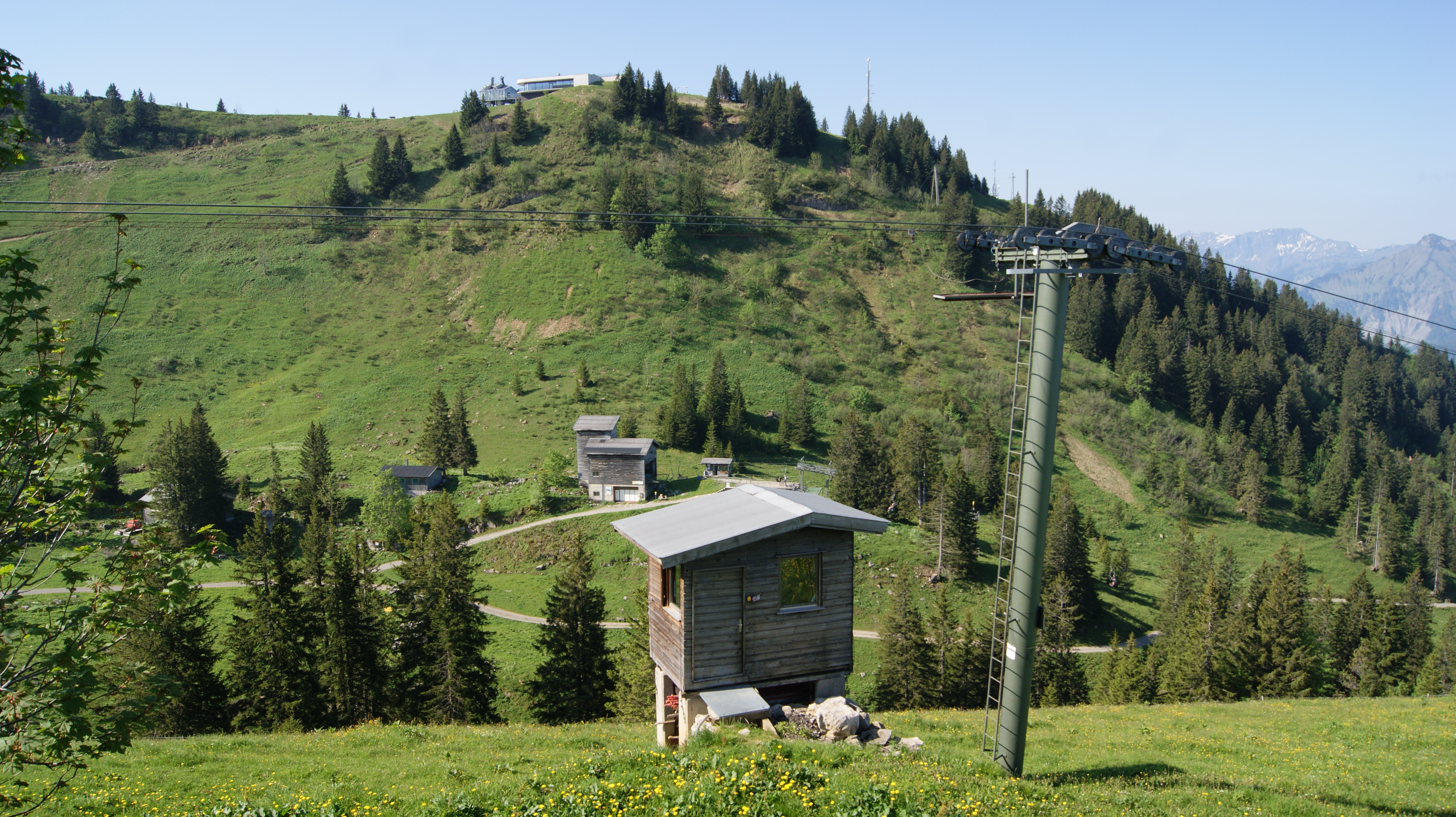

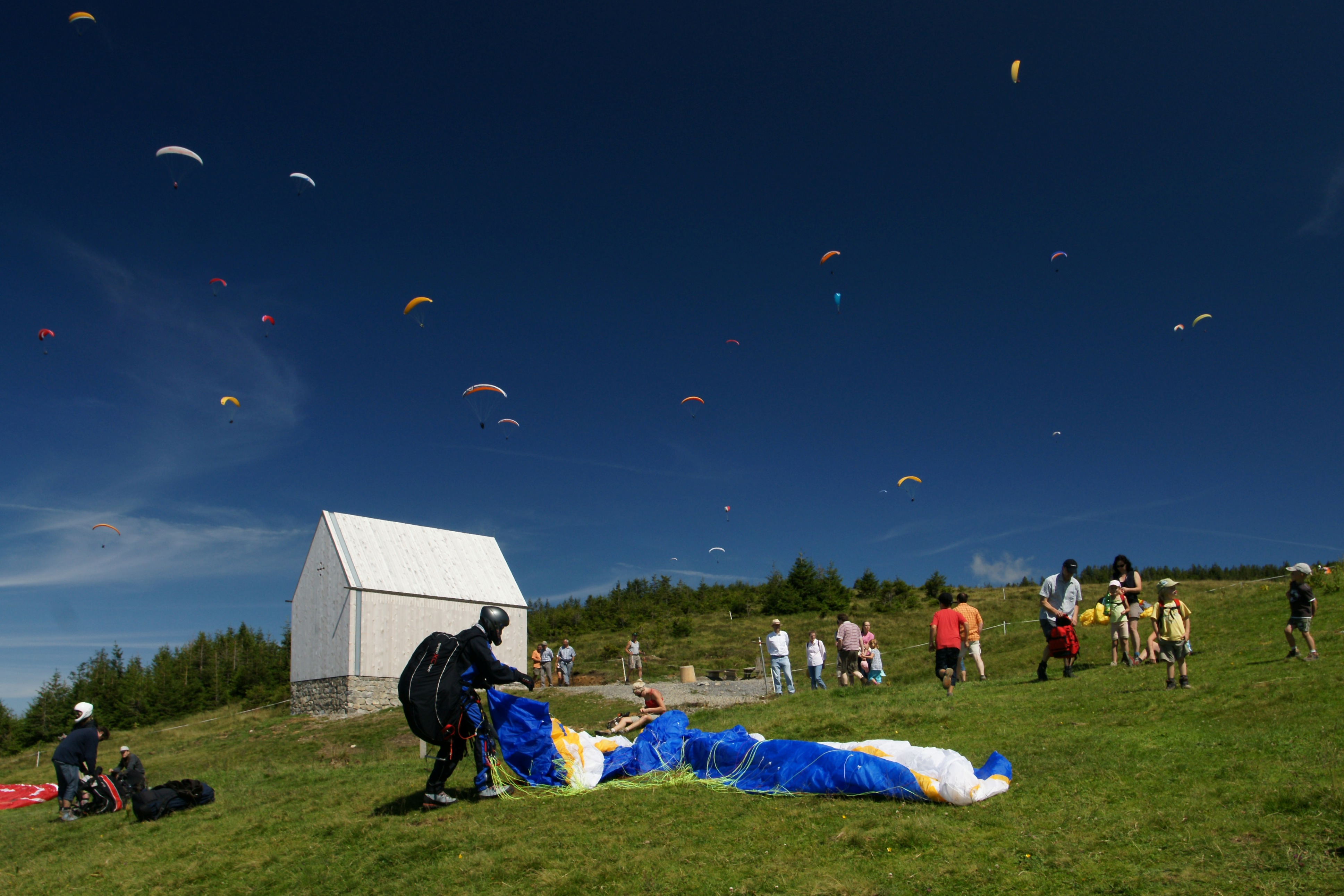

47°23′54″N 9°55′51″E / 47.39833°N 9.93083°E
鮑姆加滕赫厄山（德語：Baumgartenhöhe），是奧地利的山峰，位於該國西部，由福拉爾貝格州負責管轄，屬於布雷根茨森林山脈的一部分，處於安德爾斯布赫，海拔高度1,646米。